# Laglio
Laglio er en mindre by – og kommune – i Lombardiet i det nordlige Italien. Byen ligger på den vestlige bred af Comosøen og hører administrativt under provinsen Como. Byen har 886 (2023) indbyggere.
I 2001 købte skuespilleren George Clooney en større luksuriøs villa midt i byen, helt ned til søen. Villaen var oprindeligt ejet af familien Heinz, kendt for især deres ketchupproduktion. Villaens navn er Villa Oleandra og den blev købt af Clooney for at have et sted at trække sig tilbage til fra offentlighedens øjne. Villaen lagde endvidere lokaliteter til nogle af scenerne i filmen Ocean's Twelve.